# アレクサンダー・ウェント
アレクサンダー・ウェント（ドイツ語読みはヴェント。Alexander Wendt, 1958年6月12日 - ）は、 アメリカ・オハイオ州立大学政治学部の教授。専攻は、国際関係論、社会科学哲学、国際組織。西ドイツ・マインツ生まれ。1989年にミネソタ大学で博士号（政治学）を取得後、イェール大学（1989年-1997年）、ダートマス大学（1997年-1999年）、シカゴ大学（1999年-2004年）
で教え、現職。
1992年に上梓したAnarchy is What States Make of It は彼を国際関係論における代表的な構成主義者にした論文であり、新現実主義者、（新）自由主義者らが前提と見なしていた国際システムの無政府状態における「自助」という概念を覆し、他の可能性を探っている。また、Social Theory of International Politics (CUP, 1999）では、英国学派の代表的論者であるヘドリー・ブルらが提案した ホッブズ、グロティウス、 カントをそれぞれ創始とした国際関係の思想系譜の上にホッブズ系譜以外の国際システムのあり方の可能性を発展させている。2023年ヨハン・スクデ政治学賞受賞。

## 著作

### 著書
- Social Theory of International Politics, (Cambridge University Press, 1999）.（第1章邦訳：三上貴教訳「国際政治における4つの社会学――アレクサンダー・ウェント著『国際政治の社会理論』第1章」『修道法学』25巻1号, 2002年）

### 編著
- New Systems Theories of World Politics, edited by Mathias Albert, Lars-Erik Cederman and Alexander Wendt, Palgrave Macmillan, 2010.

### 主要論文
- "The agent-structure problem in international relations theory" International Organization, vol. 41, no. 3, 1987.
- "Anarchy is what states make of it: the social construction of power politics" International Organization, vol. 46, no. 2, 1992.
- "Collective identity formation and the international state" American Political Science Review, vol. 88, no. 2, 1994.
- "Constructing international politics" International Security, vol. 20, no. 1, 1995.
- "Driving with the rearview mirror: on the rational science of institutional design" International Organization, vol. 55, no. 4, 2001.
- "Why a world state is inevitable," European Journal of International Relations, vol. 9, no. 4, 2003.
- "The state as person in international theory," Review of International Studies, vol. 30, no. 2, 2004.
- "Sovereignty and the UFO", Political Theory, vol. 36, no. 4, 2008. with Raymond Duvall.